# Itoplectis spilopus
Itoplectis spilopus là một loài tò vò trong họ Ichneumonidae.